# Bistum Kimbe
Das Bistum Kimbe (lat.: Dioecesis Kimbensis) ist eine in Papua-Neuguinea gelegene römisch-katholische Diözese mit Sitz in Kimbe.

## Geschichte
Papst Johannes Paul II. gründete das Bistum mit der Apostolischen Konstitution Cum ad provehendam am 4. Juli 2003 aus Gebietsabtretungen des Erzbistums Rabaul, dem es auch als Suffragandiözese unterstellt wurde.

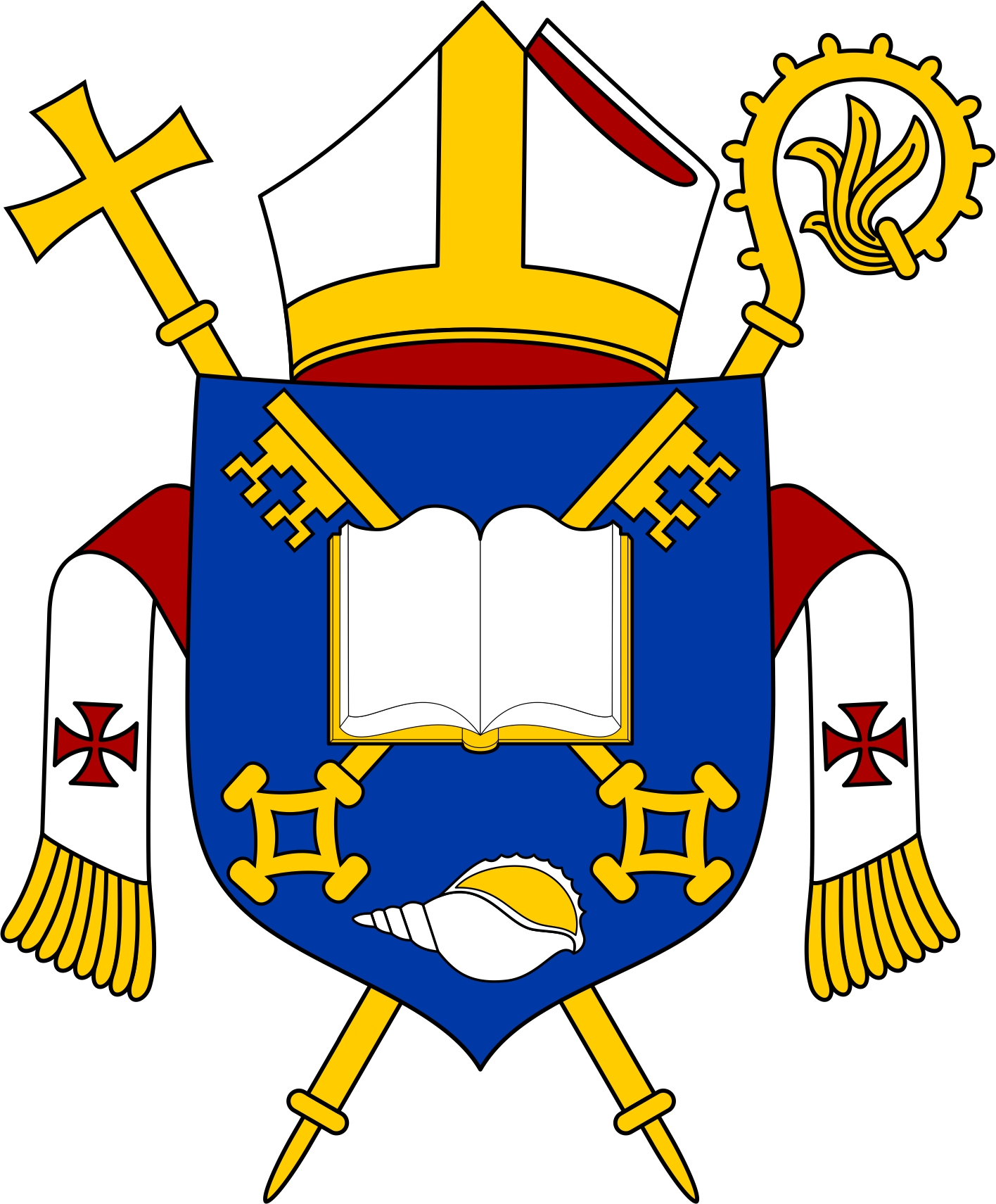
Wappen des Bistums Kimbe

## Bischöfe von Kimbe
- Alphonse Liguori Chaupa (4. Juli 2003 – 19. Januar 2008)
- William R. Fey OFMCap (8. Juni 2010 – 18. Oktober 2019)
- John Bosco Auram (seit 18. Oktober 2019)